# 安徽省革命委员会
安徽省革命委员会是1968年4月至1979年12月间安徽省的省级国家行政机关。

## 历任领导

### 前期
- 时间：1968年4月－1976年10月
- 主任：李德生（1968年4月—1974年12月） → 宋佩璋（1975年5月—1976年10月）
- 副主任：宋佩璋、杨效椿、张家云、王有香、王光宇、李任之、徐文成、娄学政、王翀、廖成美、张秀英、李胜利、郭宏杰

### 后期
- 时间：1977年6月—1979年12月
- 主任：万里
- 副主任：李任之、王光宇、杨蔚屏、胡坦、李振东、侯永、顾卓新、马敬铮、马长炎、孟家芹、胡开明、张恺帆、赵守一、程光华、张祚荫、郭体祥、袁振